# PREB
PREB (англ. Prolactin regulatory element binding) – білок, який кодується однойменним геном, розташованим у людей на короткому плечі 2-ї хромосоми.  Довжина поліпептидного ланцюга білка становить 417 амінокислот, а молекулярна маса — 45 468.
| 10         |  | 20         |  | 30         |  | 40         |  | 50         |
| ---------- |  | ---------- |  | ---------- |  | ---------- |  | ---------- |
| MGRRRAPELY |  | RAPFPLYALQ |  | VDPSTGLLIA |  | AGGGGAAKTG |  | IKNGVHFLQL |
| ELINGRLSAS |  | LLHSHDTETR |  | ATMNLALAGD |  | ILAAGQDAHC |  | QLLRFQAHQQ |
| QGNKAEKAGS |  | KEQGPRQRKG |  | AAPAEKKCGA |  | ETQHEGLELR |  | VENLQAVQTD |
| FSSDPLQKVV |  | CFNHDNTLLA |  | TGGTDGYVRV |  | WKVPSLEKVL |  | EFKAHEGEIE |
| DLALGPDGKL |  | VTVGRDLKAS |  | VWQKDQLVTQ |  | LHWQENGPTF |  | SSTPYRYQAC |
| RFGQVPDQPA |  | GLRLFTVQIP |  | HKRLRQPPPC |  | YLTAWDGSNF |  | LPLRTKSCGH |
| EVVSCLDVSE |  | SGTFLGLGTV |  | TGSVAIYIAF |  | SLQCLYYVRE |  | AHGIVVTDVA |
| FLPEKGRGPE |  | LLGSHETALF |  | SVAVDSRCQL |  | HLLPSRRSVP |  | VWLLLLLCVG |
| LIIVTILLLQ |  | SAFPGFL    |  |            |  |            |  |            |

A: Аланін

C: Цистеїн

D: Аспарагінова кислота

E: Глутамінова кислота

F: Фенілаланін

G: Гліцин

H: Гістидин

I: Ізолейцин

K: Лізин

L: Лейцин

M: Метіонін

N: Аспарагін

P: Пролін

Q: Глутамін

R: Аргінін

S: Серин

T: Треонін

V: Валін

W: Триптофан

Кодований геном білок за функцією належить до активаторів. 
Задіяний у таких біологічних процесах як транскрипція, регуляція транскрипції, транспорт, транспорт білків, транспорт між ендоплазматичним ретикулумом і апаратом Гольджі. 
Білок має сайт для зв'язування з ДНК. 
Локалізований у ядрі, мембрані, ендоплазматичному ретикулумі.